# Tranz
«Tranz» es un sencillo de la banda virtual británica Gorillaz. El lanzamiento de la canción se produjo el 30 de junio de 2018, a través del visual de la canción, el sencillo pertenece al álbum de estudio, The Now Now.

## Video musical
El video musical de «Tranz» fue producido por el estudio de animación Brunch, en colaboración con Blinkink, y Eddy. Fue dirigido por el cocreador de Gorillaz, Jamie Hewlett, y Nicos Livesey. El video contiene plastimación de Lee Hardcastle, y animación 3D por Marco Mori, Erik Ferguson, y Oliver Latta. Fue lanzado el 13 de septiembre de 2018.
El video comienza con un fondo negro, donde aparece en neón el logo del primer álbum de Gorillaz, y abajo la palabra «TRANZ». Luego se muestra a la banda tocando (sin Murdoc, e incluyendo a Ace) donde en fondo está lleno de imágenes vibrantes, brillantes y psicodélicas. Está secuencia se puede apreciar a lo largo del video. Termina el video con el muñeco de plasticina de 2-D cayendo.

## Personal
- Damon Albarn: vocales, sintetizadores, guitarra
- Remi Kabaka: programación de batería.
- James Ford: percusión, bajo, guitarra, producción